# Le Ville
Le Ville est une frazione de la commune de  Colle di Val d'Elsa (province de Sienne), située à ses confins avec la commune de  Casole d'Elsa.

## Nécropole étrusque
Sur son territoire se trouve une nécropole étrusque découverte à la fin du XVIIIe siècle qui comporte une partie de la période archaïque et une autre de la période hellénistique. Les premières trouvailles effectuées par la famille Bargagli, propriétaire des lieux, sont conservés depuis 1918 par un legs, au Museo Archeologico Nazionale di Siena.
Les travaux entrepris depuis 1976 par  le Gruppo Archeologico Colligiano, mandaté par  la Soprintendenza Archeologica Toscana, pour l'ensemble des dix tombes à hypogée, alimentent, par leurs découvertes, le musée archéologique Ranuccio Bianchi Bandinelli de Colle di Val d'Elsa.
Les tombes sont en grande partie effondrées et pillées.